# Edingen (Ralingen)
Edingen  (ⓘ, luxemburgisch Ittchen) ist ein Ortsteil und ein Ortsbezirk der Ortsgemeinde Ralingen im Landkreis Trier-Saarburg in Rheinland-Pfalz.

## Geographie
Edingen liegt an der Sauer direkt an der Grenze zu Luxemburg. Am Ort vorbei verläuft die Bundesstraße 418. Die Nachbarorte von Edingen sind Minden und Steinheim im Westen und Godendorf im Osten.
Zu Edingen gehören auch die Wohnplätze Edingerberg, Klingerbach, Kömbchen, Läschhof und Muckenbach.

## Geschichte
Über die ersten urkundlichen Erwähnungen von Edingen sind im „Goldenen Buch der Abtei Echternach“ zwei Urkunden aus dem 9. Jahrhundert enthalten: Im Jahr 861 oder 862 (siebtes Regierungsjahr des fränkischen Königs Lothar) schenkte ein Gesramus seine Güter zu Edingen und Weis dem Kloster Echternach. Im Jahr 864 oder 865 schenkte der Priester Wiecmann  (Wincmannus) alle seine Güter zu Edinga dem Kloster Echternach. Ein Schutzbrief des Papstes Viktor IV. vom 9. Juni 1161 erwähnt außer dem Dorf auch die dort befindliche Kirche. In einem Weistum aus dem Jahr 1588 erkennen die Schöffen den Abt zu Echternach als Grundherren und den Landesfürsten (Luxemburg) als Hochgerichtsherren an.
Edingen war dem Verwaltungs- und Gerichtsbezirk der luxemburgischen Propstei Echternach zugeordnet.
Nach 1792 hatten französische Revolutionstruppen die Österreichischen Niederlande, zu denen das Herzogtum Luxemburg gehörte, besetzt und im Oktober 1795 annektiert. Von 1795 bis 1814 gehörte der Ort zum französischen Kanton Echternach im Departement der Wälder.
Im Jahr 1815 wurde das ehemals luxemburgische Gebiet östlich der Sauer und der Our auf dem Wiener Kongress dem Königreich Preußen zugeordnet. Damit kam die Gemeinde Edingen 1816 zum Landkreis Trier im Regierungsbezirk Trier in der Provinz Großherzogtum Niederrhein, die 1822 in der Rheinprovinz aufging. Die Gemeinde Edingen wurde der Bürgermeisterei Ralingen  unterstellt.
Nach dem Zweiten Weltkrieg wurde Edingen innerhalb der französischen Besatzungszone Teil des damals neu gebildeten Landes Rheinland-Pfalz.
Am 1. Juni 1972 wurde zunächst aus den bis dahin selbständigen Gemeinden Edingen und Godendorf die neue Gemeinde Edingen gebildet. Am 17. März 1974 wurden in einem weiteren Schritt die vier bis dahin selbständigen Gemeinden Edingen, Kersch, Olk und Wintersdorf nach Ralingen eingemeindet.

## Politik

### Ortsbezirk
Edingen ist gemäß Hauptsatzung einer von sechs Ortsbezirken der Ortsgemeinde Ralingen. Der Ortsbezirk umfasst das Gebiet der früheren Gemeinde. Die Interessen des Ortsbezirks werden durch einen Ortsbeirat und durch einen Ortsvorsteher vertreten.

### Ortsbeirat
Der Ortsbeirat besteht aus fünf Mitgliedern, die bei der Kommunalwahl am 9. Juni 2024 in einer personalisierten Verhältniswahl gewählt wurden, und dem ehrenamtlichen Ortsvorsteher als Vorsitzendem.
Die Sitzverteilung:
| Wahl | CDU | FW (*) | Gesamt  |
| ---- | --- | ------ | ------- |
| 2024 | 3   | 2      | 5 Sitze |
| 2019 | 3   | 2      | 5 Sitze |
| 2014 | 3   | 2      | 5 Sitze |
| 2009 | 3   | 2      | 5 Sitze |

### Ortsvorsteher
Franz-Josef Kimmlingen (CDU) ist Ortsvorsteher von Edingen. Bei der Direktwahl am 26. Mai 2019 wurde er mit einem Stimmenanteil von 83,02 % und am 9. Juni 2024 als einziger Bewerber mit 77,7 % jeweils für weitere fünf Jahre in seinem Amt bestätigt.

## Kultur und Sehenswürdigkeiten

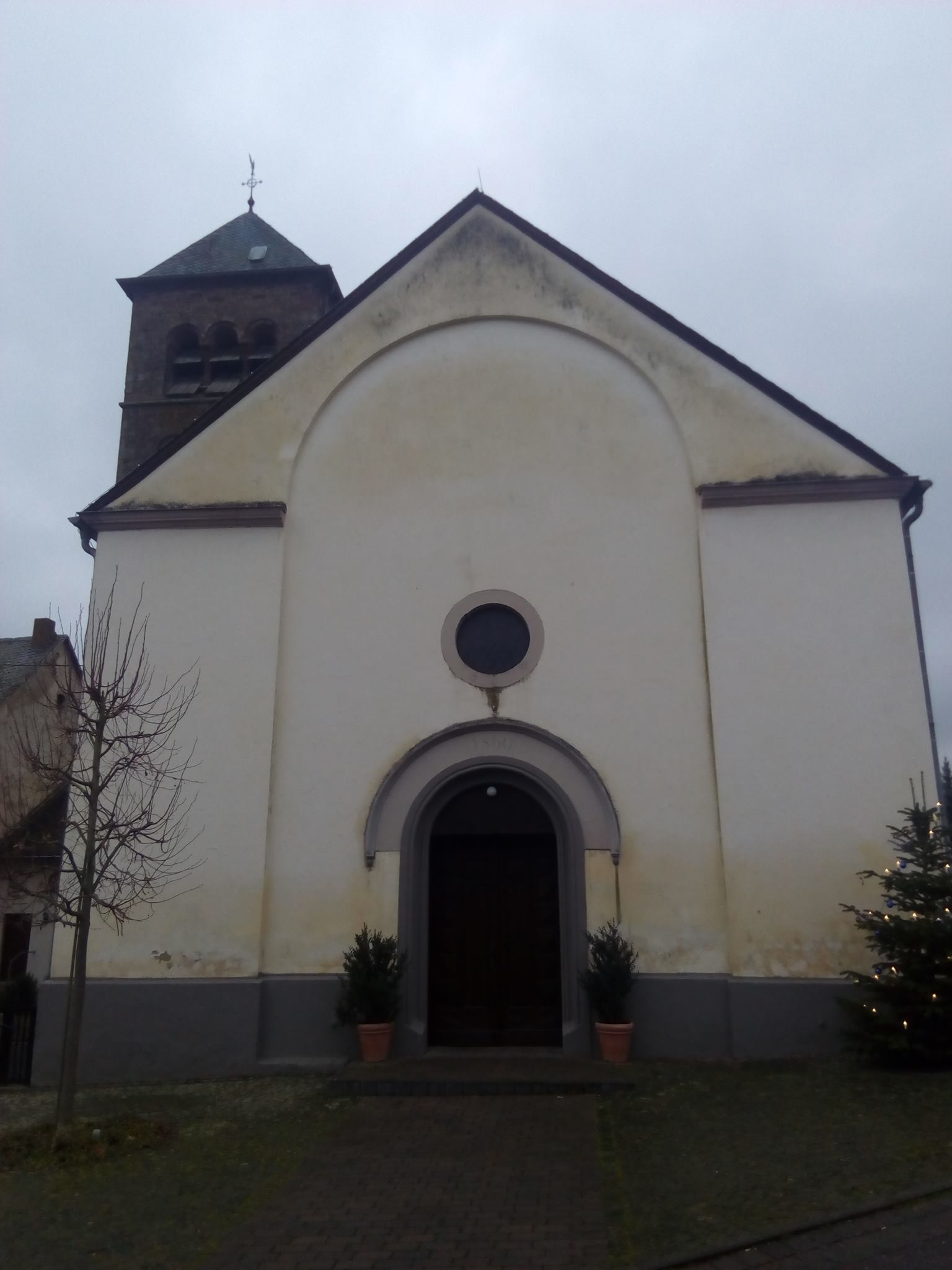
St. Lambertus, Vorderansicht (2017)

In der Denkmalliste des Landes Rheinland-Pfalz (Stand: 2021) werden folgende Kulturdenkmäler genannt:
- Katholische Pfarrkirche St. Lambertus, klassizistischer Saalbau (Erweiterung 1860), romanischer Turm (frühes 12. Jahrhundert)
- Pfarrhaus, spätbarock (bezeichnet 1788)
- Hofanlage; Krüppelwalmdachbau (bezeichnet 1824)
- Zollbeamtenwohnhaus, eingeschossiger Krüppelwalmdachbau (um 1920)
- Wegekapelle, neugotisch (1884)
- zwei Schaftkreuze (16. und 17. Jahrhundert)